# Fontine
La fontine (en patois valdôtain, fountin-a ; en italien, fontina) est un fromage italien, à base de lait de vache à texture demi-dure, produit de la Vallée d'Aoste en Italie.
Depuis le 12 juin 1996, la dénomination « fontina » est protégée au niveau européen par une appellation d'origine protégée (AOP, DOP en italien).
Sa meilleure période de consommation s'étend d'avril à septembre.

## Étymologie
La fontine semble avoir pour origine une production fromagère appelée fontin.
Certaines étymologies suggèrent un alpage valdôtain nommé Fontin, tandis que d'autres versions se rapportent au village de Fontinaz.
Mais le nom peut dériver du vieux mot français "fontis" ou "fondis" pour indiquer les capacités particulières de la pâte du fromage à fondre lorsqu'il est chauffé à des températures peu élevées.

## Histoire
Le premier témoignage iconographique de la Fontine est représenté par une fresque du château d'Issogne remontant au XVe siècle.
La première mention du nom de Fontine remonte à 1477 dans le Summa Lacticinorum de Panthaléon de Confienza.
Sa première classification est de 1887 avec "Les Fontines du Val d'Aoste" dans L'annuaire de la laiterie de la Station expérimentale de Lodi. La deuxième classification est faite dans les années 1930 et 1940 par le ministère de l'Agriculture et des Forêts, à travers la Station Alpine expérimentale de Sauze d'Oulx. L'Institut de Turin le reconnaît, avant même que le décret présidentiel de 1955 qui a reconnu la Dénomination d'Origine Contrôlée.
La fontine se produit seulement en Vallée d'Aoste ; les vins conseillés pour l'accompagner sont le Vallée d'Aoste Gamay ou le pinot noir. Elle peut également être consommée en fondue ou raclette.

## Description
La fontine est un fromage à pâte pressée mi-cuite, fabriqué avec du lait entier cru de vaches, de race valdôtaine (la rodza ou la nèira). Les vaches sont alimentées en fourrage vert pendant l'été et en foin local pendant le reste de l'année ; leur lait, produit en faible quantité, est plutôt dense.
Le fromage se présente sous la forme d'une petite meule cylindrique plate avec des talons concaves et à surface plane. Elle fait entre 7 et 10 cm d’épaisseur et son diamètre est de 40 à 45 cm pour un poids compris entre 10 et 12 kg. La croûte est fine, de couleur marron clair. La pâte jaune est fondante. Une différence d’intensité dans la couleur s’observe en hiver et en été. L’affinage s'effectue à sec, avec humectation en cave humide pendant environ 4 mois.
La croûte est peu rugueuse et mince ; la pâte est souple et présente de très petits trous ; l'odeur est bouquetée ; la saveur de noisette est délicate, parfumée, peu fruitée à fruitée. La fontine est proche du fromage d'Abondance.

#### Terroir et saveur
La saveur distincte de la Fontina Val d'Aosta est intrinsèquement liée au concept de terroir, reflétant la diversité botanique unique des pâturages alpins de haute altitude où paissent les vaches Valdostaine pie rouge.
Parmi les centaines d'espèces végétales présentes, le trèfle alpin (Trifolium alpinum) est particulièrement important. Des études ethnobotaniques dans la Vallée d'Aoste ont documenté le savoir traditionnel selon lequel T. alpinum est un excellent fourrage qui « rend le lait plus gras et la fontina délicieuse ». Cette croyance est étayée par l'analyse scientifique. Des études ont montré que le lait de vaches pâturant sur des prairies dominées par Trifolium alpinum produit un fromage au profil chimique distinct. Ces fromages contiennent des biomarqueurs fiables, notamment des niveaux plus élevés d'acides gras à chaîne impaire spécifiques et un rapport d'hydrocarbures unique, qui les relient directement au régime riche en trèfle. De plus, le parfum puissant de la plante, dérivé d'un mélange complexe de composés organiques volatils, est transféré du fourrage au lait, contribuant à l'arôme unique du fromage final,.

## Galerie

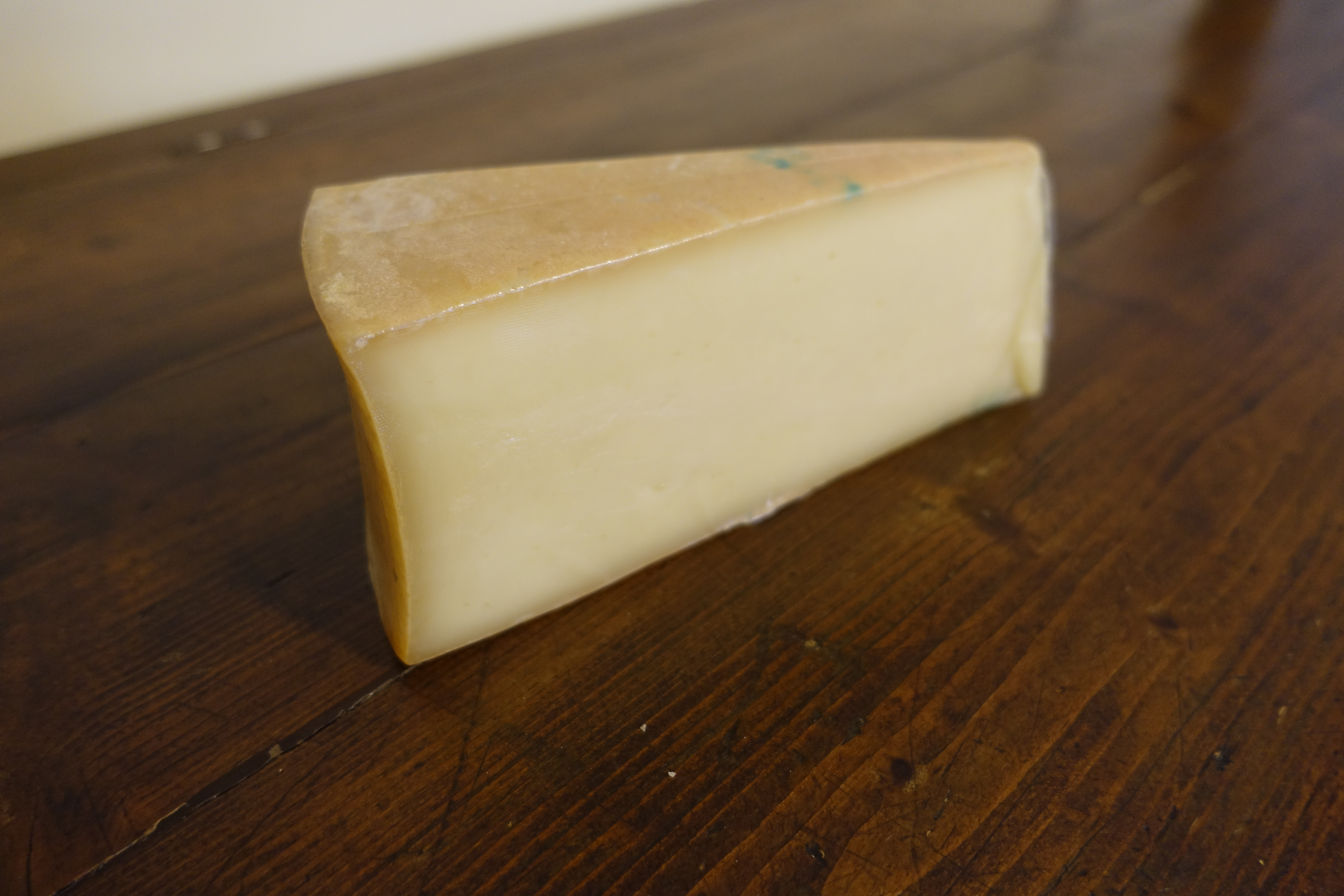
Une tranche de Fontine
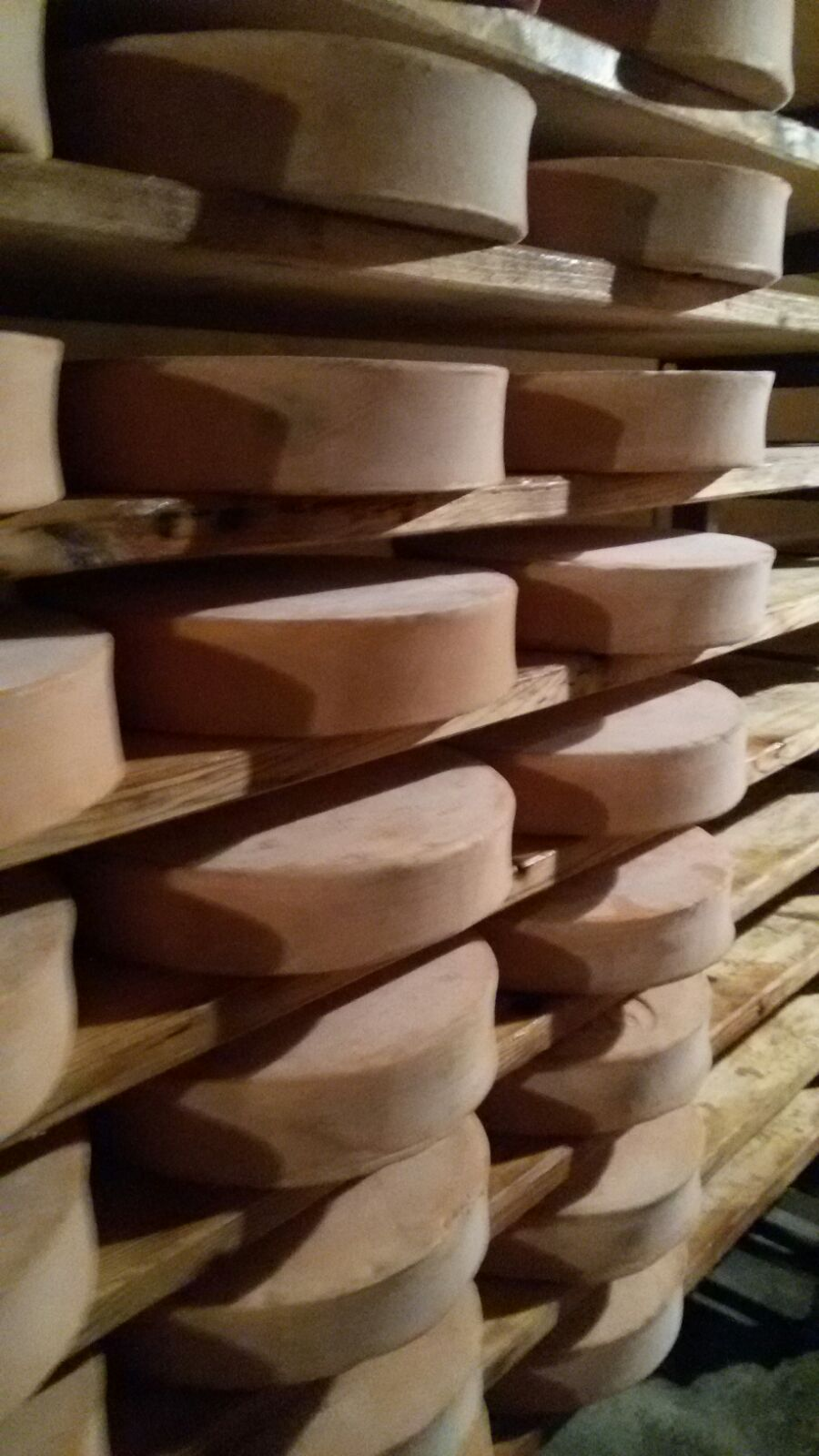
Cave à Fontine à Valpelline
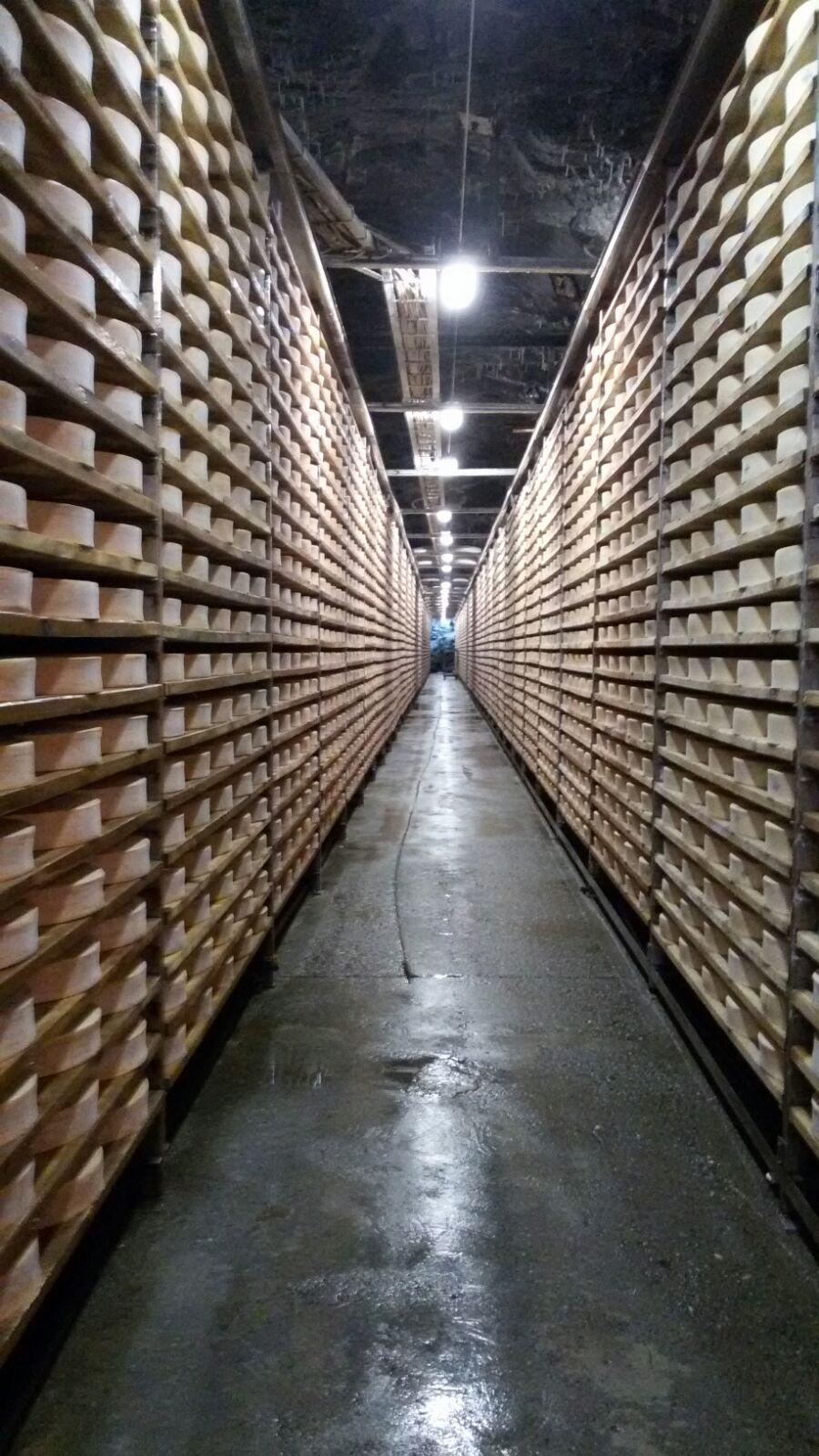
Cave à Fontine à Valpelline